# Зубець Сергій Борисович
Сергій Зубець (нар. 13 липня 1985, м. Очаків) — український поет. Живе і працює в місті Миколаєві.
Лавреат премії Олеся Гончара 2009 за збірку віршів «Під тим самим сонцем».

## Життєпис і творчість
Сергій Зубець народився в приморському місті Очакові. Закінчив Миколаївський державний гуманітарний університет ім. Петра Могили. По закінченню працював державним службовцем, потому — вантажником, експедитором, різноробочим, менеджером з надання рекламних послуг та ін.
Публікувався в регіональних та всеукраїнських періодичних виданнях, а також антологіях: газетах «Гармония», «Южная правда», «Літературна Україна», журналах «Літера Н», «Дніпро», «Соборна вулиця», «Южный город», в поетичній антології «Миколаївський оберіг», в поетичній збірці «Ветра Надежды» та інших.
Автор збірки «Under the same sun» («Під тим самим сонцем») (2008).
Лавреат обласного конкурсу молодих літераторів «Золота арфа» (2004), Міжнародної недержавної українсько-німецької літературної премії ім. Олеся Гончара (2009), Міжнародної Слов'янської Поетичної премії (2016), поетичного конкурсу «Зелена книга — 2017» (Миколаїв), молодіжного літературного конкурсу видавництва «Смолоскип» (2021, IV премія).
Учасник сольних і колективних літературних вечорів, зокрема щорічного «Спаського трамваю».
Разом з Олегом Дорошем, Артемом Бебиком та іншими з групи миколаївських літераторів є учнем Михалка Скаліцкого.

## Літературні впливи
Окрім Михалка Скаліцкого, Сергій Зубець своїми вчителями називає Василя Голобородька, Тараса Мельничука, Жака Превера, Хорхе Борхеса, Ісікаву Такубоку, Басьо та поетів-бітників.

## Поетичні збірки
- «Під тим самим сонцем = Under the same sun» — поетичні твори — Миколаїв, 2008

## Нагороди
- Смолоскип (IV премія) — 2021
- Зелена книга — 2017 (Миколаїв)
- Міжнародна Слов'янська Поетична премія — 2016
- Міжнародна літературна премія ім. Олеся Гончара — 2009
- Золота Арфа — 2004

## Особисте життя
Одружений. Виховує трьох дітей.